# Brachypogon canadensis
Brachypogon canadensis är en tvåvingeart som beskrevs av Downes 1976. Brachypogon canadensis ingår i släktet Brachypogon och familjen svidknott. Inga underarter finns listade i Catalogue of Life.